# 長體線盲鰻
長體線盲鰻，（學名：Nemamyxine elongata）為盲鳗科線盲鰻屬的其中一種，分布於西南太平洋紐西蘭海域，為深海魚類，體細長呈圓柱狀，體後方側扁，眼退化為皮膚所覆蓋，臀鳍前伸至鳃孔，體色黑色，體長可達61.4公分，目前僅採集2個樣本，生活習性不明。